# Cassidibracon indicus
Cassidibracon indicus är en stekelart som beskrevs av T.C. Narendran och Rema 1994. Cassidibracon indicus ingår i släktet Cassidibracon och familjen bracksteklar. Inga underarter finns listade.